# エアーコンバット (システムソフト)
エアーコンバット (システムソフト)は、システムソフトが開発しているコンバットフライトシミュレーションゲーム（シリーズ8作目である「スーパーエアーコンバット4」では、モード切替によりフライトシューティングゲームとしても機能可能）。

## シリーズ

### 立体版遊撃王（1985年発売）
ステレオ表示切替により、添付されているアナグリフ方式（赤青セロファン）3D眼鏡で立体視出来る。
- 対応機種：PC-9801シリーズ
- 解像度：640×400ドット、16色

#### 操縦できる航空機
- DOGFIGHT（架空機）

### AIRCOMBAT 遊撃王II（1989年発売）
本作より、シリーズ名が「エアーコンバット」となる。
- 対応機種：PC-9801シリーズ、X68000シリーズ
- 解像度・表現色数：640×400ドット・16色

#### 操縦できる航空機
- F-04 MI-C.A.D.O.（架空機）

### エアーコンバットII（1991年発売）
- 対応機種：PC-9801シリーズ、FM-TOWNSシリーズ（「エアーコンバットII シナリオ集」、及び「エアーコンバットII シナリオ集vol.2」を標準添付させ、「エアーコンバットIIスペシャル」として発売）
- 解像度・表現色数：640×400ドット・16色

#### 操縦できる航空機
- F-14A、F-15E、F-16C、F/A-18A、YF-22A、YF-23A、TORNADO-IDS、F-117A、JAS39、F-4、MIG-29、Su-27、MIG-21、Rafale A、MIG-31

#### アドオンソフト

##### エアーコンバットII シナリオ集（1991年発売）

###### 操縦できる航空機、及び選択可能な僚機
操縦出来る航空機に下記が加わる代わりに、F/A-18、YF-23A、F-117、JAS39、F-4、MIG-21、MIG-31が操縦可能機体ラインナップから外される。
- MI-C.A.D.O.III（架空機）、F-20、A-7、A-10、T-4、FSX（F-2）、B-2

##### エアーコンバットII シナリオ集vol.2（1992年発売）

###### 操縦できる航空機、及び選択可能な僚機
- F-14、F-15E、YF-22、MiG-25、Su-27K、Su-37（Su-27発展型ではなく、独自に研究開発されていたカナードデルタ翼単発機）、震電、F-86、MiG-15、F-4、MiG-21、MIRAGE III、SUPER ETENDARD、A-10、FSX

### エアーコンバットIII（1992年発売）
PC-98シリーズでは最終作となった作品。本作発売の同年4月1日、ネット対戦型フライトシミュレータの先駆けとも言える「Air Warrior」の日本語版「富士通Air Warrior」が大手商用パソコン通信「ニフティサーブ」を介して開始される（対象プラットフォームは、対応クライアントソフトを導入済みのFM TOWNS（富士通）およびPC-9801シリーズ（NEC））。1993年に、ナムコより同名のアーケード用フライトシューティングゲーム「エアーコンバット」が登場し、一見、画面も似ていたので、本作の移植と勘違いする者も続出した。1992年には、ノヴァロジック社より、ボクセル技術を用いたコマンチシリーズ（w:Comanche series）の第1作、「コマンチマキシマムオーバーキル」が登場、翌1993年に日本版が発売されている。「コマンチマキシマムオーバーキル」は、プレイに当時のハイエンドPCを要求したが、フライトシムマニアから「カジュアル系フライト・シミュレーション」と呼称される程、時代水準を突出した鮮やかで美しい画面は、本作に限らず他社製品を軒並み見劣りさせる程であった。
- 対応機種：PC-9801シリーズ
- 解像度・表現色数：640×400ドット・16色

#### 操縦できる航空機
- A-7E、AV-8B、A-10A、B-2A、F-4E、F-5E、F-14A、F-15E、F-16C、F/A-18A、F-20、YF-22A、F-22A、YF-23A 、F-86F、F-117A、MiG-15、MiG-21、MiG-25、MiG-29、MiG-31、Su-24、Su-27、Su-33、Su-37、TORNADO IDS、MIRAGE III、RAFALE A、RAFALE M、SUPER ETENDARD、JAS39、J7W2（震電改）、F-2、T-4

### スーパーエアーコンバット 蒼空の覇者（1997年発売）
本作より、シリーズ名が「スーパーエアーコンバット」となる。本作発売の前年1月、先代シリーズ「エアーコンバット」でも操縦コントローラー接続インターフェースとして採用されてきたゲームポート規格に代わるUSB規格が発表されている。本作では初期出荷版はゲームポート対応を外されていたが、同年2月13日にゲームポート対応可能となる修正パッチを公式HPにて無償公開・配布（「SUPER AIR COMBAT」アップデートプログラム（Internet Archive保管版。要：表示画面内「Impatient?」クリック）を開始。のちにMediaKiteより発売された価格改定版（ULTRA2000シリーズ。収納パッケージもCDケースに変更）では最初から同パッチ適用版となっている。なお、システムソフト初期販売版については、Windows XP（32bit版）へのインストールおよび起動こそ可能ではあるが、動作速度全般が異常に高速（機体解説・選択画面で、当該機体CGの自動回転表示が扇風機の羽の様に高速で描かれたり、操縦操作に対する反応が非常にシビアである等）である等、問題が存在している。メディアカイト販売版についても、64bit版OS全般のPCではインストーラーは起動出来ない（Windows MEおよびWindows XP以降OS（32bit版）搭載PCでのインストーラー起動可否およびゲーム本体運用上の問題有無については不明）。
- 対応機種
  - システムソフト初期販売版：Windows 95起動PC全般
  - メディアカイト販売版：Windows 95、Windows 98、Windows 98SE
- 解像度・表現色数：640x480・256色

#### 操縦できる航空機
- A-7、AV-8B、A-10A、B-2A、F-4E、F-5E、F-14A、F-15E、F-16C、F/A-18A、F-20、YF-22A、F-22A、YF-23A、F-86F、F-117A、MiG-15、MiG-21、MiG-25、MiG-29、MiG-31、Su-24、Su-27、Su-33、Su-37、TORNADO IDS、MIRAGE III、RAFALE A、RAFALE M、SUPER ETENDARD、JAS39、J7W2、F-2、T-4、MI-C.A.D.O.（架空機）、MI-C.A.D.O. II（架空機）、MI-C.A.D.O. III（架空機）

### スーパーエアーコンバットII（1997年発売）
前作10ヶ月後に発売された。ちなみに本作登場の翌年11月、後々エアーコンバット・シリーズ・ファンの多くを奪う事となる「Microsoft Combat Flight Simulator」シリーズ第1作がマイクロソフトにより発売され、翌々年にはフリーソフト「YS FLIGHT SIMULATOR」の無償公開が開始されている。下記の通り、販売形態によりインストールできるOSが異なっている（例えば、Windows XPではシステムソフト初期販売版インストーラーは起動できない。NECインターチャネル価格改定版についても、64bit版OS全般のPCではインストーラーは起動出来ない（Windows XP以降OS（32bit版）搭載PCでのインストーラー起動可否およびゲーム本体運用上の問題有無については不明）。システムソフトアルファ公式HPダウンロード販売版については、Windows 8以降OSは非対応と公式アナウンスがされている）。
- 対応機種
  - システムソフト初期販売版：Windows 95が動作しているPC/AT互換機、もしくはWindows 95が動作しているPC-9821シリーズPC。他のWindows 95動作PC（FM TOWNSシリーズHR以降など）対応については、特に公式アナウンスは無い。
  - NECインターチャネル（現：インターチャネル・ホロン）価格改定版：Windows 95、Windows 98、Windows Me、Windows XP（32bit版）、これらのいずれか起動PC全般（Windows 98SE、およびWindows 2000については、パッケージ印刷での動作OSでは記載が見られず）。
  - システムソフトアルファ 公式HPダウンロード販売版：Windows 98、Windows Me、Windows 2000、Windows XP（32bit版）、Windows Vista（32bit版）、Windows 7（32bit版）、これらのいずれか起動PC全般。
- 解像度・表現色数：320x240ドット・256色、640x480ドット・256色、640x480ドット・High Colorのいずれかを選択。

#### 操縦できる航空機
- A-7E、AV-8B、A-10A、B-2A、F-4E、F-5E、F-14A、F-15E、F-16C、F/A-18A、F-20、YF-22A、F-22A、YF-23A、F-86F、F-117A、X-29、MiG-15、MiG-21、MiG-25、MiG-29、MiG-31、Su-24、Su-27、Su-33、Su-35、Su-37、EUROFIGHTER、TORNADO IDS、MIRAGE III、MIRAGE 2000、RAFALE A、RAFALE M、SUPER ETENDARD、JAS39、J7W2、F-2、T-4、MI-C.A.D.O.（架空機）、MI-C.A.D.O. II（架空機）、MI-C.A.D.O. III（架空機）

### スーパーエアーコンバットIII（2000年発売）
翌年発売開始となるWindows XPでは動作せず（前作「スーパーエアーコンバットII」は動作可）、その後も（現在に至るまで）何も処置を採らなかった為に、結果的に商機へ背を向けた不幸な商品となった。「Windows 2000で動作するのであれば、概ねWindows XP以降のWindows系OSでも動作可」という（まんざら過ちでも無い）流布・伝聞を信じ込み、中古購入して動作せず落胆する購入者は今でも時折発生するなど、Windows XP以降のWindows系OS利用者にとっては、シリーズ中欠番同然の作品となっている。
- 対応機種：Windows 95、Windows 98、Windows Me、Windows 2000 Professional、これらのいずれか起動PC全般。
- 解像度・表現色数：640x480・32bitカラー

#### 操縦できる航空機
- A-7E、AV-8B、A-10A、B-2A、F-4E、F-5E、F-14A、F-15E、F-16C、F/A-18A、F-20、YF-22A、F-22A、YF-23A、F-86F、F-117A、X-29、MiG-15、MiG-21、MiG-25、MiG-29、MiG-31、Su-24、Su-27、Su-33、Su-35、Su-37、EUROFIGHTER、TORNADO IDS、MIRAGE III、MIRAGE 2000、RAFALE A、RAFALE M、SUPER ETENDARD、JAS39、J7W2、F-2、T-4、MI-C.A.D.O. （架空機）、MI-C.A.D.O. II（架空機）、MI-C.A.D.O. III（架空機）

#### 留意事項
- Windows XPには非対応。

### スーパーエアーコンバット4（2006年発売）
開発はアクアシステム。コンシューマ機で人気定着していたフライトシューティングゲーム・ジャンル（エースコンバットシリーズやエアロダンシングシリーズなど）を意識し、操縦操作や機体運用上の制約を簡素化した「アーケード・モード」も新たに搭載した。本作登場の約2年3ヵ月後、競合企業ながらもフライトシミュレーター・ソフト業界を牽引してきたMicrosoftが当該ジャンル開発部門「ACE Studio」閉鎖（フライトシミュレーター・ソフトからの撤退）を断行、同ジャンルの市場規模冷え込みをうかがわせる世相となっている。
- 対応機種：Windows 98、Windows Me、Windows 2000、Windows XP、これらのいずれか起動PC全般。
- 解像度：800x600～1600x1200の中より選択可能。DirectX 9.0c以上。

### スーパーエアーコンバット The mobile mission（2006年3月20日 有償配信開始）
iアプリ（NTTドコモ一部携帯電話機種用Javaアプリケーション）として、開発され、「スーパーエアーコンバット4」発売と同年に配信開始。同じく開発されたiアプリ版「大戦略ONLINE」、およびiアプリ版「マスターオブモンスターズ」との一括3本セット「システムソフトSLG総合」を月額利用料（￥315円）支払いで利用という形をとっている。他、追加機体や追加シナリオも配信されている。「超低空飛行シューティングモード」が新たに設けられ、シナリオミッションも従来のPC版とは別個のオリジナルになっている。他社フライトシミュレーション（もしくはフライトシューティング）携帯電話アプリ移植・配信サービスの動きとしては、翌年暮れにコナミよりiアプリ「エアフォースデルタ オルタナティブ」が、3年後暮れにはバンダイナムコゲームスよりiPhone用・iPod touch用・iPad用アプリ「エースコンバットXi スカイズ・オブ・インカージョン」が配信開始され、「スーパーエアーコンバット The mobile mission」が先駆け的製品となっている事が分かる。
- 対応機種：FOMA900iシリーズ以降専用
- 解像度：QVGA（240×320）

#### 操縦できる航空機
- F-15、ラファール

## F-04 MI-C.A.D.O.
本シリーズに登場する架空の戦闘機。機体名称のMI-C.A.D.O.はMulti purpose Intercepter-Computer Assisted Direct Operationの略称だが、日本語の「帝」にも掛けていると思われる。本機が最初に登場した『AIRCOMBAT 遊撃王II』の舞台である20XX年時点での、環太平洋経済連合の主力戦闘機である。
全長16.8mという軽戦闘機の部類に入る機体だが、大気圏外で製造された新素材と、陸奥菱重工製のM-21-ML-004Dエンジンを組み合わせる事によって、高い運動性と豊富なペイロードを実現している。主翼の翼型は前進翼で、水平尾翼は無く、外側に傾いた双垂直尾翼と、後退角のついたカナードを有する。エンジンは単発。最高速度はマッハ2.4で、固定武装として30mmUD弾レールキャノンを2門装備している。
基本型のF-04Bを始めとして、性能を向上させたF-04C MI-C.A.D.O. IIやF-04D MI-C.A.D.O. IIIなどの複数のバリエーションが存在する。また、明確に繋がりは語られていないが、シリーズ第一作『立体版遊撃王』に登場する「DOGFIGHT I」とも形状が類似しており、何らかの関連性があると思われる。
その他の詳細や各型のスペックは外部リンクを参照の事。

### 公式
- システムソフトアルファ 公式HP
  - スーパーエアーコンバット The mobile mission 公式HP
  - スーパーエアーコンバット4 公式HP
  - スーパーエアーコンバットIII 公式HP
  - スーパーエアーコンバットII 公式HP
  - スーパーエアーコンバット 蒼空の覇者 公式HP - Internet Archive保管版
  - 「エアーコンバット」の読み物のページ

### 関連する他社HP
- スーパーエアーコンバット4 商品解説、及び体験版ダウンロード - 4Gamer.net
- システムソフト・アルファー、iモードサイト「システムソフトSLG総合」開設 「大戦略ONLINE」など3タイトルを配信 - GAME Watch

### ファン・サイト
- PCコンバットフライトシムのためのAVIONICSの小部屋
  - 立体版遊撃王 - ウェイバックマシン（2004年12月14日アーカイブ分）
  - AIRCOMBAT 遊撃王II - ウェイバックマシン（2004年12月13日アーカイブ分）
  - エアーコンバットII - ウェイバックマシン（2006年2月9日アーカイブ分）
    - エアーコンバットII シナリオ集 - ウェイバックマシン（2004年12月8日アーカイブ分）
    - エアーコンバットII シナリオ集vol.2 - ウェイバックマシン（2004年12月8日アーカイブ分）

  - エアーコンバットIII - ウェイバックマシン（2004年12月13日アーカイブ分）
  - スーパーエアーコンバット - ウェイバックマシン（2004年12月28日アーカイブ分）
  - スーパーエアーコンバットII - ウェイバックマシン（2007年9月14日アーカイブ分）
  - スーパーエアーコンバットIII - ウェイバックマシン（2007年8月7日アーカイブ分）
  - スーパーエアーコンバット4 - ウェイバックマシン（2006年12月7日アーカイブ分）
  - MI-C.A.D.O. - ウェイバックマシン（2005年1月23日アーカイブ分）
- 海外PCゲームVS国産PCゲーム 技術力の差を検証する 「USAF 対 スーパーエアーコンバット3」 - Internet Archive保管版